# Витолд Лютославски
Вѝтолд Роман Лютосла̀вски (на полски: Witold Roman Lutosławski) – полски композитор, диригент и пианист.

## Младост и образование
Витолд Лютославски е роден на 25 януари 1913 г. във Варшава. Произхожда от шляхтишко семейство и прекарва детството си във фамилното имение Дроздово. Започва да взема уроци по пиано още на 6-годишна възраст, а в периода 1926 – 1932 г. се учи да свири и на цигулка. От 1928 г. взема частни уроци по композиция при Витолд Малишевски. Под негово ръководство композира първата си творба. Следва във Факултета по математика на Варшавския университет и в Консерваторията (през 1936 г. получава диплома за пианист в класа на Йежи Лефелд, а през 1937 г. – за композитор под ръководството на Малишевски). В студентските години постига първите си успехи – негови творби, сред които „Харун ал Рашид“ и „Соната за пиано“, влизат в репертоара на известни изпълнители и оркестри. Самият Лютославски счита, че ранните му произведения са твърде традиционни и определя като истинско начало на композиторската си кариера „Симфонични вариации“, чиято премиера е през 1939 г.

## Втората световна война
Избухването на войната осуетява плановете за следване в Париж на обещаващия млад композитор. През септември 1939 г. той е мобилизиран като радиотелеграфист, попада в немски плен, от който успява да избяга и да се върне във Варшава. Започва работа като пианист в столичните кафенета. От това време датира и клавирният му дует с Анджей Пануфник. Двамата свирят основно известни творби от класическата и популярната музика. Единственото запазено произведение на Лютославски от този период е „Вариации върху Паганини“. Освен това по време на окупацията композиторът създава и редица песни, предназначени за войниците от полската съпротива.

## Първите следвоенни години
Изискванията на новата власт към изкуството не позволяват на Лютославски да прояви целия си потенциал като новатор в музиката. Композиторът започва работа в Полското радио, пише учебни пиеси за пиано и детски песни, сътрудничи на варшавските театри. Пише забавна музика под псевдонима Дервид. От 1945 г. е ангажиран с организацията на Съюза на полските композитори. Като композитор и член на журито представлява Полша във фестивали и конкурси от двете страни на Желязната завеса. През 1947 г. представя своята І Симфония, която е отхвърлена като твърде формалистка. Успех му носи Концерт за оркестър, композиция, базирана върху мотиви от фолклора. За нея е отличен с Държавна музикална награда І степен (1955 г.).

## След 1956 година
„Разведряването“ след смъртта на Сталин дава по-голяма свобода на творците в Източна Европа. То позволява на Лютославски да реализира редица музикални експерименти. Той изработва собствена 12-тонова система. Става известен в международен план с „Траурна музика“, представена на фестивала Варшавска есен през 1958 г. Композиторът е един от организаторите на ежегодния фестивал, превърнал се в място за среща на творци и изпълнители от Източна и Западна Европа. Включва се и в редица други инициативи в подкрепа на съвременната полска музика: Полското дружество за съвременна музика, Плановия съвет към Полското музикално издателство, редакционния комитет на Поската музикална академия, специалната комисия към Министерство на културата и изкуството.
През 60-те години Лютославски работи активно като диригент, ръководейки главно изпълнения на собствените си творби. В този период започва и преподавателската му кариера. Той не се обвързва трайно с нито едно учебно заведение, а изнася кратки курсове и единични лекции в Югославия, Германия, Великобритания, САЩ. Работи с редица световноизвестни оркестри и придобива международна слава като диригент.
В отличителна черта на неговите композиции се превръща техниката ad libitum или контролиран алеаторизъм. Сред най-известните му експериментални творби се нареждат „Три поеми на Анри Мишо“, „Струнен квартет“ и „Прелюдия и фуга“. Пише произведения за нуждите на фестивалите във Венеция, Загреб, Стокхолм, Хамбург.

## Награди и отличия
Витолд Лютославски е признат за един от музикалните класици на ХХ в. През 1973 година получава Награда „Вихури Сибелиус“. Три пъти е отличен от Международната трибуна на композиторите към ЮНЕСКО, за цялостен принос е удостоен с награди в Ню Йорк, Виена и Мюнхен. Гражданската му активност е почетена с награда на Солидарност през 1984 г. Композиторът е доктор honoris causa на редица университети, а 80-ата му годишнина през 1993 г. е отбелязана с поредица от концерти в Европа и Америка, които дирижира лично. През 1999 г. е основано дружество на негово име, чиято главна задача е да се грижи за творческото и духовно наследство на Лютославски и да популяризира неговото творчество.